# Miasskoïe
Miasskoïé (Миа́сское) est un gros village de Russie dans le raïon Krasnoarmeïski de l'oblast de Tcheliabinsk. C'est le centre administratif de la municipalité rurale de même nom. Il est considéré comme faisant partie de l'agglomération du Grand Tcheliabinsk. Il se trouve à 37 km à l'est de Tcheliabinsk au bord de la rivière Miass (d'où le nom du village), au carrefour des routes Tcheliabinsk-Kourgan et Tcheliabinsk-Chadrinsk sur le site de l'ancien fort de Miass. Il abrite le musée d'histoire régionale Egorov. Sa population s'élevait à 11 296 habitants en 2021.

## Géographie
Le village se trouve dans la partie méridionale du raïon Krasnoarmeïski au bord de la Miass, dont il tire son nom. Miasskoïé est entouré de forêts de bouleaux et au nord-est d'une chênaie. Le lac Etkoulskoïé est à 1,5 km et le village de Lazourni à 19 km.

## Histoire
Le village est fondé le 1er août 1736 comme fort de Miass (Miasskaïa krepost, Миасская крепость) par le cosaque Iakov Pavloutski. Par ordre de l'impératrice Anne Ire, la terre est concédée au tarkhan bachkir Taïmas Chaïmov,, pour sécuriser la frontière orientale de la Russie contre les razzias des Kirghizes et des Bachkirs, et aussi pour avoir « une meilleure observation des actions des Bachkirs »,,. En récompense, Chaïmov reçoit un sabre et les Bachkirs sont exonérés d'impôt par capitation. Le lieu de fondation du fort est choisi au croisement de la rivière  Miass situé sur la route du ravitaillement en provenance de la sloboda Tetchenskaïa et sur la route de la forteresse d'Orenbourg. La direction générale de la construction du fort est assurée par  Vassili Tatichtchev, à la tête de la direction principale des mines et usines de l'Oural, et elle est construite par des unités militaires du régiment de dragons de Sibérie et des paysans sous le commandement du cosaque Iakov Pavloutski. Le fort se trouve à 27 verstes en aval de la rivière du fort de Tcheliabinsk et à 33 verstes du village du gué kalmouk (aujourd'hui Brodokalmak). Dans les années 1760, le fort abrite 143 cosaques de l'Oural et leurs familles, possède une église dédiée au prophète Saint Élie. Le fort est en plus entouré de remparts de bois, de gouges et d'une tour de déplacement.
De la fin du XVIIIe siècle à 1841, le fort tient le rôle de 2e stanitsa du 1er cantonnement cosaque de l'armée cosaque d'Orenbourg, puis elle devient une caserne régimentaire.
Le fort de Miass devient à la fin du XIXe siècle une simple stanitsa. Avec l'érection en 1782 de l'ouïezd de Tcheliabinsk, celle-ci lui est soumise administrativement en devenant la volost de Miass (Miasskaïa volost).
Le 27 février 1924, elle devient le centre administratif du raïon de Miass de l'okroug de Tcheliabinsk dans l'oblast de l'Oural. En 1930, cet oblast et l'okroug sont supprimés et, en 1934, le village entre dans le nouvel oblast de Tcheliabinsk. En janvier 1941, le raïon de Miass devient le raïon Krasnoarmeïski (ou littéralement en français: arrondissement - raïon - de l'Armée rouge).

## Population
Recensements (*) ou estimations de la population
| 1959* | 1970* | 1979* | 1989* | 2002* |
| ----- | ----- | ----- | ----- | ----- |
| 3 514 | 5 038 | 6 339 | 9 541 | 9 593 |

| 2010* | 2021   | - | - | - |
| ----- | ------ | - | - | - |
| 9 755 | 11 296 | - | - | - |

Le fort de Miass en 1739 abrite 64 familles; vers 1742, il y a 85 hommes de garnison et 280 âmes enregistrées comme cosaques. Au milieu du XIXe siècle, la localité comprend 1 356 habitants dans 242 foyers,. En 1926, il y a 2 378 habitants dans 703 foyers.

## Transport
Miasskoïé est relié à Tcheliabinsk par des lignes d'autocars. Il est traversé par la route R-330, et plus au sud aux confins du village l'autoroute M51 le relie à Tcheliabinsk. La gare ferroviaire la plus proche est celle de Tcherniavskaïa à 12 km au sud-est.

## Économie
- Porcherie industrielle.
- Combinat agroalimentaire de produits semi-finis.
- Fabrique de saucisse.
- Boulangerie industrielle.
- Entreprise agricole «Krasnoarmeïskoïé».
- Krasnoarmeïskoïé DRSU - réparation et entretien des routes, production de matériaux de construction.